# Jeux du Canada d'été de 1977
Les Jeux du Canada d'été de 1977 sont des compétitions sportives qui ont opposé les provinces et les territoires du Canada au cours de l'été 1977.
Les Jeux du Canada sont présentés tous les deux ans, en alternance l'hiver et l'été. En 1977, les jeux ont eu lieu à Saint John's à Terre-Neuve-et-Labrador du 7 août au 19 août 1977.

## Tableau des médailles
| Province                  | Or | Argent | Bronze | Total |
| ------------------------- | -- | ------ | ------ | ----- |
| Alberta                   | 10 | 8      | 15     | 33    |
| Colombie-Britannique      | 16 | 20     | 27     | 63    |
| Manitoba                  | 0  | 5      | 8      | 13    |
| Île du Prince-Édouard     | 0  | 0      | 0      | 0     |
| Nouveau-Brunswick         | 1  | 2      | 3      | 6     |
| Nouvelle-Écosse           | 5  | 9      | 4      | 18    |
| Ontario                   | 48 | 37     | 23     | 108   |
| Québec                    | 33 | 32     | 27     | 92    |
| Terre-Neuve-et-Labrador   | 1  | 0      | 3      | 4     |
| Territoires du Nord-Ouest | 0  | 0      | 0      | 0     |
| Saskatchewan              | 2  | 3      | 6      | 11    |
| Yukon                     | 0  | 0      | 0      | 0     |